# 常磐会
一般社団法人常磐会（いっぱんしゃだんほうじんときわかい）は、学習院女子中・高等科卒業者の同窓会である。会員の資格は2年以上在籍することで、条件を満たせば中退者でもよい。会員数は1万人以上。
会員の資格はあくまで女子高等科の卒業生に限り、戦後新設された学習院女子短期大学（現・学習院女子大学）や学習院大学だけの卒業生は入会を認めていない。年に1回、椿山荘で総会が開かれる。会員には年に２回の会報「常盤」が送られ、５年に１回は文集『ふかみどり』が編まれる。
学習院女子部には一般家庭の生徒が数多く通うが、常盤会の幹部には旧大名家や財閥系などの名家出身者や、代々にわたって学習院女子部に通う家庭の出身者が就任する傾向が強い。
美智子妃の時もそうであったが、皇族の妃の女官選びは宮内庁がすべて常磐会に相談し、常磐会ではほぼ会員のなかから選んでいるとされている。
1959年（昭和34年）に正田美智子が皇太子明仁親王に嫁ぐ時、常磐会総裁だった香淳皇后と同会長の松平信子東宮御教育参与ら皇族や旧華族婦女らが、不快感を露骨に表して反発していたと、当時侍従職にあった入江相政は日記に記している。しかし、入内から数年後には、当初は好意的であった美智子東宮妃に対する表現やタッチも、その奔放さや勝ち気さに対する、入江自身のいささかの不快感や困惑をも書き留めているように変化している。